# ポルフィリオ・ルビロサ
ポルフィリオ・ルビロサ・アリーザ（Porfirio Rubirosa Ariza 、1909年1月22日 - 1965年7月5日）は、ドミニカ共和国の外交官、レーシングドライバー。プレイボーイ、セレブリティとして世界的に著名であった。

## 略歴

### 生い立ち
ドミニカ共和国 サン・フランシスコ・デ・マコリスで軍人の家に生まれ、父が駐在武官としてフランスのパリに赴任したことから、少年期までの間を同地ですごし、17歳の時にドミニカ共和国へ戻る。

### 結婚
1937年に同国の独裁者のラファエル・トルヒーヨ大統領の娘であるフロール・ド・オロと結婚し、同国の駐フランス特命全権大使としてパリに赴任するものの、すぐに離婚し、第二次世界大戦中の1942年に、当時フランス最高の美女と称えられた世界的な人気女優のダニエル・ダリューと再婚する。
なお数回の結婚（離婚）歴を持ち、フロール・ド・オロとの最初の結婚で駐フランス大使の地位を与えられたほか、ダニエル・ダリューや世界的なミリオネアのバーバラ・ハットン、ドリス・デュークとの離婚では多額の慰謝料に高級車、さらには自家用のノースアメリカンB-25まで手にしている。

### プレイボーイ
しかしその後もヨーロッパや南米をはじめとする世界各国の社交界でプレイボーイとして鳴らし、欧米の女優や貴族の令嬢との交際の噂が絶えず取りざたされた。
交際の噂が出ただけでも、マリリン・モンローやエヴァ・ガードナー、ジュディ・ガーランド、ザ・ザ・ガボール、キム・ノヴァク、リタ・ヘイワースなどのそうそうたる顔触れであった。さらに、アルゼンチンのファーストレディーとなるエヴァ・ペロンとの関係の噂までが取りざたされている。

### 社交界
また、レーシングドライバーやポロプレイヤーとしても活躍したほか、ジャンニ・アニェッリやアーガー・ハーン4世の様な実業家や宗教家。ジョン・F・ケネディやその義弟のピーター・ローフォード、フランク・シナトラのような成金やスター。ギュンター・ザックスやアリストテレス・オナシス、タキ・テオドラコプロスやジャン・デュク・カラマン公爵などの貴族、王族、大富豪などの上流階級との親交を持っていた。

### 死去
1965年7月に、パリのナイトクラブ「ジミーズ」で行われていた、自身が所属するポロチームの祝勝パーティーの帰りにフェラーリ・250GTを運転していた際に、ブローニュの森で他の車を避けようとして木に激突し事故死した。

## レーシングドライバー
1950年と1954年のル・マン24時間レースに参戦したほか、1955年4月25日に行われたフォーミュラ1の非選手権レースとして開催されたボルドーグランプリに、プライベーターとしてフェラーリ・500F2で参戦した。
しかしレース当日に体調を崩したため、出走は叶わなかった。なお同マシンは1952年から1953年にかけてアルベルト・アスカリが使用したものを譲り受けたものであった。

## レース戦績

### ル・マン24時間レース
| 年     | チーム             | コ・ドライバー       | 車両              | クラス | 周回数 | 総合順位 | クラス順位 |
| ------ | ------------------ | -------------------- | ----------------- | ------ | ------ | -------- | ---------- |
| 1950年 | ルイジ・キネッティ | ピエール・レゴニー   | フェラーリ・166MM | S 2.0  | 44     | DNF      | DNF        |
| 1954年 | ルイジ・キネッティ | イノセント・バッジョ | フェラーリ・375MM | S 5.0  | 5      | DNF      | DNF        |

## 肉体的特徴
立派な男性器を持つことでも知られ、バーバラ・ハットンは「グロテスクなサイズ」、ドリス・デュークは「これまで見た中で最も巨大」、トルーマン・カポーティは「男性の手首ほどの太さがあった」と評した。また自らもそれを隠すことはなかった。

## 小説のモデル
ハロルド・ロビンズの長編小説『The Adventurers』（1966年、邦題『冒険者たち』上・下）の主人公ダックス・ゼノスはルビロサをモデルにしている。